# Tessaradoma flustroides
Tessaradoma flustroides är en mossdjursart som först beskrevs av Calvet 1931.  Tessaradoma flustroides ingår i släktet Tessaradoma och familjen Tessaradomidae. Inga underarter finns listade i Catalogue of Life.